# Dedham (Iowa)
Pour les articles homonymes, voir Dedham.
La ville américaine de Dedham est située dans le comté de Carroll, dans l’État de l’Iowa. Elle comptait 224 habitants lors du recensement de 2020.

## Source
- (en) Cet article est partiellement ou en totalité issu de l’article de Wikipédia en anglais intitulé « Dedham, Iowa » (voir la liste des auteurs).